# 珠雞帆魷
珠雞帆魷（学名：Histioteuthis meleagroteuthis）为帆魷科帆魷屬下的一个种。